# Nina Zilli
Nina Zilli, pseudonimo di Maria Chiara Fraschetta (Piacenza, 2 febbraio 1980), è una cantautrice, personaggio televisivo e conduttrice radiofonica italiana.
Dopo alcune esperienze come video-jockey, e in campo musicale con alcuni gruppi, firma nel 2009 un contratto discografico con l'etichetta Universal, con la quale pubblica l'EP omonimo di debutto dal quale viene estratto il singolo 50mila, con il quale raggiunge la notorietà e che viene inserito come colonna sonora del film Mine vaganti e nel videogioco PES 2011.
Ha partecipato quattro volte al Festival di Sanremo (2010, 2012, 2015 e 2018), classificandosi terza nel 2010 nella sezione "Nuova generazione" con il brano L'uomo che amava le donne, ricevendo anche il Premio della Critica “Mia Martini”.
Nel 2012 ha rappresentato l'Italia all'Eurovision Song Contest con il brano L'amore è femmina (Out of Love), classificandosi al nono posto. Nella sua carriera ha inoltre vinto due Wind Music Awards ed è stata candidata agli MTV Europe Music Awards, ai TRL Awards e ai Premi Videoclip Italiani.

## Biografia

### Gli inizi
Nata a Piacenza da padre nativo di Bobbio e madre piacentina, trascorre l'infanzia a Gossolengo e inizia ad esibirsi già a tredici anni con alcuni gruppi. Studia al conservatorio canto lirico e tra i dieci e quindici anni vive a Killala (Irlanda), ospite in una famiglia per imparare l'inglese in una scuola internazionale, circostanza che le permette un perfetto bilinguismo inglese-italiano. Nel 1997 fonda una band, The Jerks.
Dopo le scuole superiori al liceo scientifico Lorenzo Respighi di Piacenza, vive per due anni negli Stati Uniti d'America, a Chicago e a New York.
Si è poi laureata in Relazioni Pubbliche presso l'Università IULM di Milano, ma in seguito ha espresso giudizi negativi sugli studi compiuti provocando reazioni da parte del rettore. Debutta in televisione come veejay di MTV e poi nel ruolo di co-conduttrice al fianco di Red Ronnie dell'ultima edizione di Roxy Bar, su TMC2. Nel 2001 con una nuova formazione, Chiara & Gliscuri, pubblica per Sony il singolo Tutti al mare. Seguono collaborazioni con artisti e gruppi della scena rocksteady/reggae, quali gli Africa Unite (Bomboclaat Crazy) e i Franziska, con cui intraprende un tour europeo.

### 2009-2011:Nina Zilli, Sempre lontano eFestival di Sanremo 2010

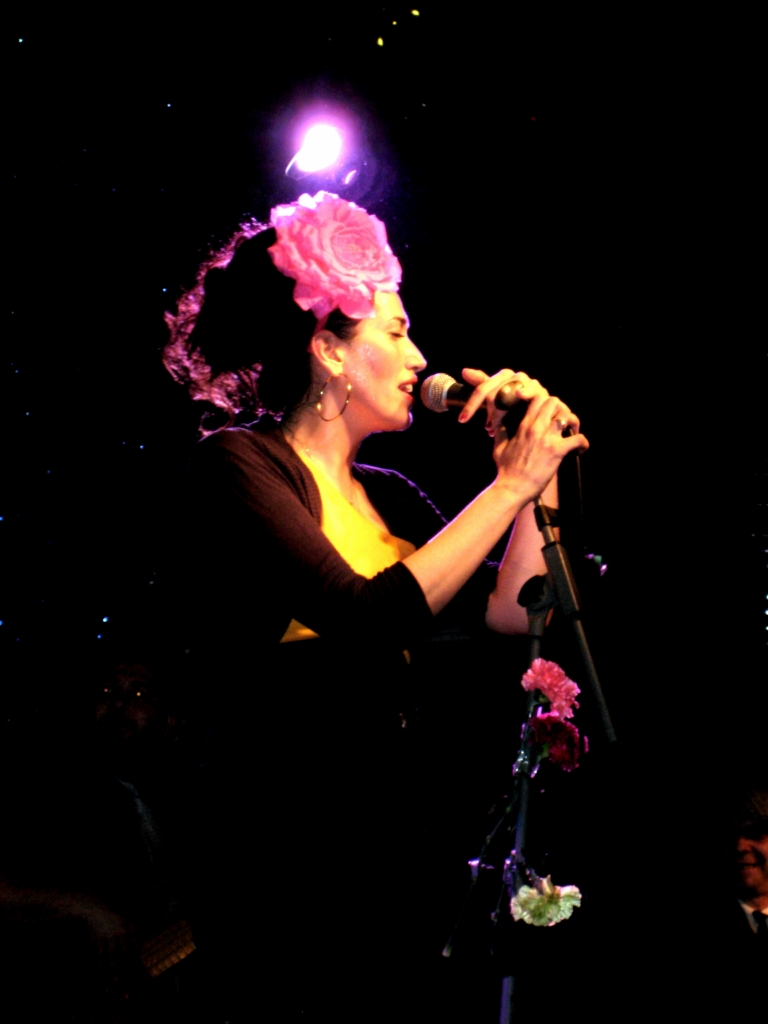
Nina Zilli in concerto nel 2010

Nel 2009 con il nome d'arte, che combina quello della sua cantante preferita, Nina Simone, con il cognome della madre Zilli, firma il contratto con la Universal. Il 31 luglio 2009 pubblica il singolo di debutto 50mila eseguito in coppia con Giuliano Palma; si tratta del singolo apripista del suo primo EP omonimo, Nina Zilli. 50mila viene incluso nella colonna sonora del film Mine vaganti di Ferzan Özpetek e nel videogioco PES 2011, insieme a un altro suo pezzo, L'inferno. In Nina Zilli figura, tra brani autografi di sonorità soul e R&B, un richiamo agli anni sessanta come L'amore verrà, cover in italiano di You Can't Hurry Love (con il testo scritto da Pino Cassia), brano portato al successo dalle Supremes nel 1966.
In gara nella categoria "Sanremo Nuova Generazione" al 60º Festival della canzone del 2010 con il brano L'uomo che amava le donne, Nina Zilli raggiunge la finale a quattro, dove si classifica terza, e vince il Premio della Critica "Mia Martini", il premio "Sala Stampa Radio Tv" e il Premio Assomusica 2010, quest'ultimo per la migliore esibizione dal vivo. Il brano viene certificato disco d'oro con oltre 15.000 download digitali.
Il 19 febbraio 2010 esce il suo album Sempre lontano, che raggiunge la quinta posizione nella classifica FIMI e viene certificato disco di platino con oltre 60 000 copie. Nel 2020 partecipa all'annuale Concerto del Primo Maggio in piazza San Giovanni a Roma. A maggio 2010 partecipa ai Wind Music Awards all'arena di Verona e viene premiata come "New Artist". Il 5 novembre esce il suo nuovo singolo Bacio d'a(d)dio il primo estratto da Sempre lontano Special Edition, la nuova release del primo album. La nuova versione del disco contiene un DVD con l'intero concerto tenuto al Blue Note di Milano.
Il 18 febbraio 2011 è ospite al 61º Festival di Sanremo per duettare con i La Crus nel brano Io confesso. Nel febbraio 2011 la cantante riceve due nomination ai TRL Awards 2011 nelle categorie "Best Look" e "Italians Do It Better", e proprio lei, insieme a Fabrizio Biggio e Francesco Mandelli, ha presentato la cerimonia tenutasi a Firenze il 20 aprile. Dal 6 maggio fino al 22 luglio 2011 conduce ogni venerdì pomeriggio il programma Stay Soul su Radio 2.

### 2012-2013: Sanremo, Eurovision Song Contest e collaborazioni con MTV Italia

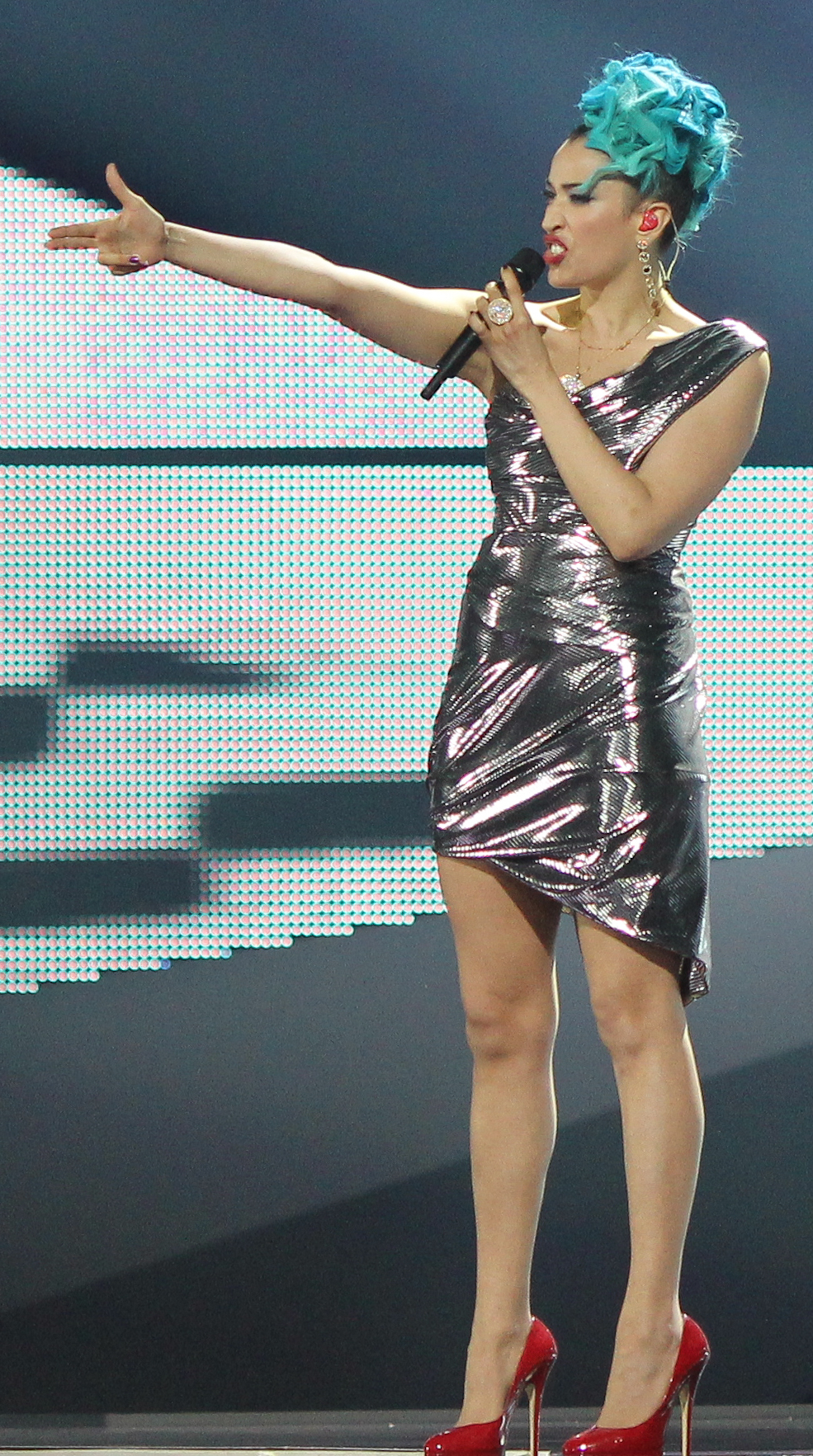
Nina Zilli all'Eurovision Song Contest 2012

Il 15 gennaio 2012 viene annunciata la sua partecipazione alla 62ª edizione del Festival di Sanremo con il brano Per sempre, che anticipa l'uscita del suo secondo album L'amore è femmina. Tra le tracce dell'album è presente il brano Un'altra estate, scritto in collaborazione con Carmen Consoli. Il brano Per sempre viene certificato disco di platino con oltre 30.000 download digitali. Ha partecipato all'edizione 2012 del Concerto del Primo Maggio di Roma. Inoltre dal 5 al 26 marzo 2012 affianca Giorgio Panariello nella conduzione di Panariello non esiste, in onda in prima serata su Canale 5.
Il 18 febbraio 2012, nel corso della serata finale del Festival di Sanremo, viene annunciato da Ell e Nikki che la cantante è stata scelta per rappresentare l'Italia all'Eurovision Song Contest 2012 che si è tenuto a Baku. La cantante, che inizialmente aveva optato per il brano sanremese, si è poi esibita con una versione bilingue di L'amore è femmina (Out of Love), classificandosi nona.
A novembre 2012 l'album viene certificato disco d'oro per le 30 000 copie vendute.
Sempre nel 2012 prende parte agli MTV Days. Esce nel luglio dell'anno stesso il suo nuovo singolo Per le strade. Il 12 dicembre 2012 conduce la prima edizione degli MTV Hip Hop Awards, in diretta su MTV e MTV Music dall'Alcatraz di Milano. L'8 ottobre 2013 prende parte a Gianni Morandi - Live in Arena, evento musicale televisivo trasmesso in prima serata da Canale 5, in cui duetta con Gianni Morandi Parla più piano.

### 2014-2016: Il ritorno al Festival di Sanremo, il terzo albumFrasi & fumoeItalia's Got Talent
Nel 2014 la cantante scrive Così lontano insieme a Marco Ciappelli e Alessandra Flora per Giuliano Palma in occasione della sua partecipazione alla gara sanremese. Nello stesso anno Sky Italia la sceglie come giudice per la sesta edizione di Italia's Got Talent, in onda nel 2015. Il 4 dicembre 2014 viene pubblicato il nuovo singolo di J-Ax intitolato Uno di quei giorni in collaborazione con Nina Zilli.
Il 14 dicembre 2014 viene annunciata da Carlo Conti la sua partecipazione al Festival di Sanremo 2015. Dal 10 al 14 febbraio 2015 Nina Zilli è in gara al festival con il brano Sola, con cui si classifica in nona posizione. Parallelamente alla partecipazione al festival, il 12 febbraio 2015 è stato pubblicato Frasi & fumo, terzo album in studio della cantante, scritto quasi interamente con il cantante Neffa e la produzione di Mauro Pagani, contenente Sola e la cover di Se bruciasse la città di Massimo Ranieri eseguita durante la terza serata del festival. Il 2 aprile 2015 esce come secondo singolo #RLL (Riprenditi Le Lacrime).
Dal 12 marzo al 14 maggio 2015 partecipa, in veste di giudice, alla sesta edizione di Italia's Got Talent condotto da Vanessa Incontrada. Insieme a lei nel ruolo di giudice ci sono Claudio Bisio, Luciana Littizzetto e Frank Matano, tutti confermati anche per le successive due edizioni.
Dopo la precedente esperienza con Panariello nel 2012, dal 16 gennaio al 6 febbraio 2016 torna al varietà affiancando, insieme a Morgan, Massimo Ranieri nella conduzione della terza edizioni di Sogno e son desto in onda in prima serata il sabato sera su Rai 1. Il 1º aprile 2016 viene pubblicato l'album di Loredana Bertè, Amici non ne ho... ma amiche sì!, contenente tra i vari duetti, quello con Nina Zilli nel brano La goccia.

### 2017-presente:Modern Art,Sanremo e nuove collaborazioni

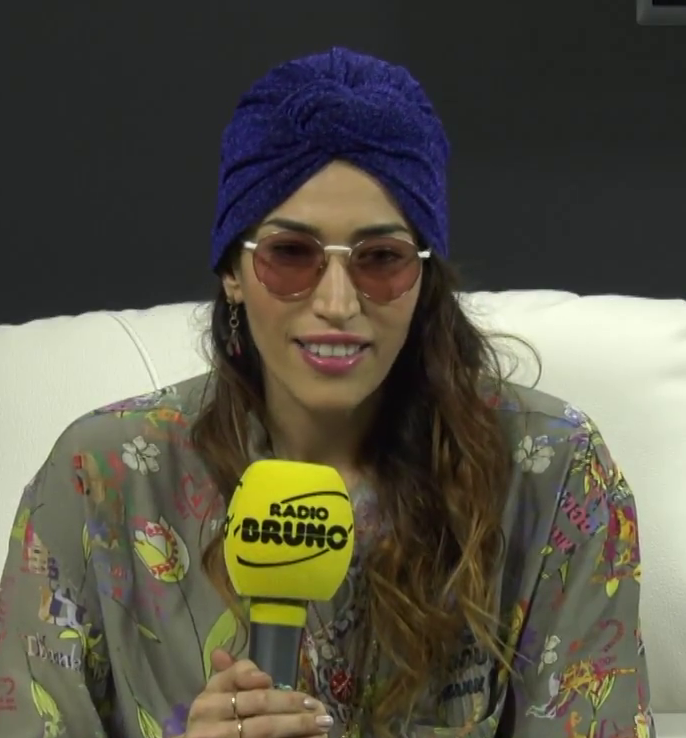
Nina Zilli nel 2018

Anticipato dal singolo Mi hai fatto fare tardi, uscito il 26 maggio, il 1º settembre è stato pubblicato il suo quarto album Modern Art. L'album vede la produzione di Michele Canova Iorfida che torna a lavorare con la Zilli dopo la parentesi del precedente album. I suoni saranno moderni e urban-tropicali a testimonianza del lavoro di scrittura svoltosi tra Milano e la Giamaica.
Nel 2018, Nina Zilli partecipa al Festival di Sanremo con il brano Senza appartenere, piazzandosi al 17º posto e segue la pubblicazione di una riedizione dell'album Modern Art. Da esso sono stati estratti altri due singoli: 1xUnattimo e Ti amo mi uccidi, usciti rispettivamente il 16 marzo e il 22 giugno. Nel 2019, in collaborazione con Danti e J-Ax, pubblica il singolo Tu e D'io.
Il 6 febbraio 2020 Nina Zilli è ospite al 70º Festival di Sanremo, accompagnando nella serata dei duetti il futuro vincitore Diodato nel brano 24 mila baci. A giugno 2020, durante la giornata mondiale dell’ambiente e in collaborazione con Nitro, pubblica il singolo Schiacciacuore. Il 21 maggio 2021 pubblica, insieme a Clementino, il singolo Señorita. Nel 2022, in collaborazione con Danti, pubblica due singoli: Munsta, entrato in rotazione radiofonica il 6 maggio, e Vasco a San Siro il 2 settembre. Nel 2023 esce il singolo Innamorata (F U) prodotto sempre da Danti con la partecipazione di Saturnino al basso.
Successivamente alla gravidanza, nell'ottobre 2023 organizza la mostra di street art Miracolo a Milano, assieme a Alvin e Raptuz. Il 19 ottobre 2023 riceve il premio nel corso del Women in Cinema Award durante il Festa del Cinema di Roma. Tra il 26 e 27 ottobre 2023 ricopre il ruolo di presidente di giuria al Premio Bianca d'Aponte.
Nel 2024 prende parte alla diciannovesima edizione di Ballando con le stelle come concorrente.

## Vocalità e influenze musicali
Nina Zilli possiede un registro vocale per mezzosoprano ed è caratterizzata da una voce potente con influenze degli anni quaranta. I suoi punti di riferimento musicali sono soprattutto Nina Simone (da cui trae parte del nome d'arte) ma anche Otis Redding, Etta James e Amy Winehouse.
Per maturare la sua identità musicale, dopo il diploma, Nina Zilli si trasferisce per due anni negli Stati Uniti d'America dove approfondisce le conoscenze del R&B, reggae, soul e della musica italiana degli anni sessanta. La cantante, tuttavia, è influenzata anche dalle sonorità rock e punk degli anni settanta.

## Vita privata
È stata fidanzata con il musicista Riccardo Gilbertini e con il cantante Neffa. Dal 2021 è fidanzata con il rapper Danti. Il 2 giugno 2023 è nata la loro prima figlia, Anna Blue.

## Discografia
- 2010 – Sempre lontano
- 2012 – L'amore è femmina
- 2015 – Frasi & fumo
- 2017 – Modern Art

## Tournée
- 2009 – Sempre lontano tour
- 2012 – L'amore è femmina Tour
- 2013 – We love you - Il tour estivo
- 2015 – Frasi & fumo Tour
- 2017 – Modern art Tour
- 2018 – Ti amo mi uccidi Tour
- 2024/25 – Summer Tour

## Partecipazioni al Festival di Sanremo
| Anno | Categoria         | Brano                     | Cover / ospite duettante                                                                  | Piazzamento |
| ---- | ----------------- | ------------------------- | ----------------------------------------------------------------------------------------- | ----------- |
| 2010 | Nuova generazione | L'uomo che amava le donne | —                                                                                         | 3º          |
| 2012 | Artisti           | Per sempre                | Never never never e Rome Wasn't Built in a Day (con Skye) Giuliano Palma e Fabrizio Bosso | 7º          |
| 2015 | Campioni          | Sola                      | Se bruciasse la città                                                                     | 9º          |
| 2018 | Campioni          | Senza appartenere         | Sergio Cammariere                                                                         | 17º         |

## Programmi televisivi
- Roxy Bar (TMC2, 2000-2001)
- TRL Awards (MTV, 2011)
- Panariello non esiste (Canale 5, 2012)
- MTV Hip Hop Awards (MTV, 2012)
- Italia's Got Talent (Sky Uno, 2015-2017; TV8, 2016-2017) giudice
- Sogno e son desto (Rai 1, 2016)
- Ciao - Rassegna Lucio Dalla (Rai 1, 2024)
- Ballando con le stelle (Rai 1, 2024) concorrente

## Filmografia
- La California, regia di Cinzia Bomoll (2022)

## Pubblicità
- Sanpellegrino (2015)
- Nespresso (2016)[39]
- Gioielli Rosato (2017)
- Pam (2023)

## Altre opere
- Dream City. La mia guida alla città dei sogni, Electa Mondadori, 2015 (libro illustrato)
- L'ultimo di sette, Rizzoli, 2022 (romanzo)

## Radio
- Stay soul (Rai Radio 2, dal 2011)
- Hit Parade (Rai Radio 2, 2015)

## Riconoscimenti
| Anno | Premio                    | Nomination                             | Lavoro                    | Risultato       |
| ---- | ------------------------- | -------------------------------------- | ------------------------- | --------------- |
| 2010 | Sanremo                   | Newcomers' Critics Award "Mia Martini" | L'uomo che amava le donne | Vincitore/trice |
| 2010 | Sanremo                   | Assomusica Award                       | L'uomo che amava le donne | Vincitore/trice |
| 2010 | Sanremo                   | Press, Radio & TV Award                | L'uomo che amava le donne | Vincitore/trice |
| 2010 | Wind Music Awards         | Young Artists Award                    | se stessa                 | Vincitore/trice |
| 2010 | TRL Awards                | Best Look                              | se stessa                 | Candidato/a     |
| 2010 | Premio Videoclip Italiano | Best Video by a Female Artist          | L'uomo che amava le donne | Candidato/a     |
| 2010 | MTV Europe Music Awards   | Best Italian Act                       | se stessa                 | Candidato/a     |
| 2011 | Premio Videoclip Italiano | Best Video by a Female Artist          | Bacio d'a(d)dio           | Candidato/a     |
| 2011 | Wind Music Awards         | Platinum Award                         | Sempre lontano            | Vincitore/trice |